# 通用·貝迪公司
通用·貝迪公司(GE-Betz)為通用集團下之子公司( GE Water & Process Technologies )是位於美國賓夕法尼亞州的水處理公司。貝迪公司的核心業務在於水處理化學藥劑，其功用為延長冷卻水塔、鍋爐等器材之使用壽命。